# Толстова, Мария Ильинична
Мария Ильинична Толстова (15 мая 1918 — 8 января 2004) командир звена 175-го гвардейского штурмового авиационного полка, одна из немногих женщин, летавших на штурмовике Ил-2.

## Гражданская жизнь
Толстова осиротела в детстве и большую часть своих юношеских лет провела в интернате. После окончания школы она работала на вокзале, учительницей, а затем стала лётным инструктором в аэроклубе. После войны она работала на гражданском воздушном флоте, занималась грузовыми перевозками на У-2, пока в 1959 году не ушла из авиации.

## Вторая мировая война
Несмотря на опыт лётным инструктором и авиационное образование, Мария Ильинична для отправки на фронт вызвалась стать военным врачом. Некоторое время она служила полевым медиком в 5-м гвардейском воздушно-десантном полку, где оказывала помощь сотням раненых солдат, прежде чем её просьба о переводе в авиацию была рассмотрена и удовлетворена. Она работала лётным инструктором в 11-м отдельном учебном полку, обучая 36 пилотов, а затем в 1944 году была направлена в 175-й гвардейский штурмовой авиационный полк. К окончанию войны Мария Ильинична совершила 42 боевых вылета на Ил-2.

## Награды
- двух Орденов Красного знамени[5][6]
- Ордена отечественной войны 2-й степени[7]
- Ордена Красной звезды
- Медали «За отвагу»